# 빌 섕클리
빌 섕클리(영어: Bill Shankly, OBE, 1913년 9월 2일 ~ 1981년 9월 29일)는 스코틀랜드의 축구 선수이자 감독이다. 1959년부터 1974년까지 리버풀 FC의 감독을 맡아, 후임 밥 페이즐리와 함께 리버풀의 전성기를 이끈 명지도자로 꼽힌다. "폼은 일시적이지만 클래스는 영원하다(Form is temporary, but class is permanent)"라는 말을 남겼다.

## 수상

#### 선수
- FA컵 : 1937-38
- 풋볼리그 워 컵 : 1940-41
- 브리티시 홈 챔피언십 : 1938-39

#### 감독
- 퍼스트 디비전 : 1963–64, 1965–66, 1972–73
- 세컨드 디비전 : 1961–62
- FA컵 : 1964–65, 1973–74
- 채리티 쉴드 : 1964, 1965, 1966
- UEFA컵 : 1972-73

#### 개인
- LMA 올해의 감독 : 1972-73
- 대영제국 훈장 4등급 : 1974
- PFA 공로상 : 1978
- ESPN 역대 최고의 감독 - 10위
- 프랑스풋볼 역대 최고의 감독 - 10위
- 월드사커 역대 최고의 감독 - 20위
- 잉글랜드 축구 명예의 전당 : 2002
- 스코틀랜드 축구 명예의 전당 : 2004

## 서훈
- 1974년 대영 제국 훈장 4등급(OBE) 수훈[2]